# Крал на Дания
Кралят на Дания (на датски: Dronning af Danmark) е държавният глава на Кралство Дания, в чийто състав влизат Дания, Гренландия и Фарьорските острови. Датската монархия, основана през 10 век, е най-старата в Европа.

## Списък на монарсите на Дания

### Кнютлинги (936 – 1042)
| Име                                               | Портрет | Роден                                                  | Брак                                                                         | Смърт                                 |
| ------------------------------------------------- | ------- | ------------------------------------------------------ | ---------------------------------------------------------------------------- | ------------------------------------- |
| Кнуд I Хардекнут (Hardeknud) X век                |         | син на Свен                                            |                                                                              | X век                                 |
| Горм Стари (Gorm den Gamle) ок. 936 – 958/64      |         | син на Кнуд I Хардекнут                                | Тира 4 деца                                                                  | 958/64 г.                             |
| Харалд I Синезъби (Harald Blåtand) 958/64 – 985/6 |         | 932 г. син на Горм Стари                               | (1) Гунхилда (2) Това (3) Гирид                                              | 986 или 987 г. на 53 години           |
| Свен I (Svend Tveskæg) 986 – 1014                 |         | 17 април 963 г. син на Харалд I Синезъби и Това        | (1) Гунхилда Гормсдотир (2) Зигрид Надменната 8 деца                         | 3 февруари 1014 г. на 50 години       |
| Харалд II 1014 – 1018(?)                          |         | ? син на Свен I                                        | ?                                                                            | ок. 1018} г.                          |
| Кнут Велики (Knud den Store) 1019 – 1035          |         | ок. 985/95 г. син на Свен I                            | (1) Елфгифу Нортхемптънска 2 деца (2) Ема Нормандска 2/31 юли 1017 г. 2 деца | 12 ноември 1035 г. ок. 40 – 50 години |
| Хардекнут (Hardeknud) 1035 – 1042                 |         | ок. 1020 г. Англия син на Кнут Велики и Ема Нормандска | не се е женил                                                                | 8 юни 1042 г. на 21 – 22 години       |

### Хардради(1042 – 1047)
| Име                                    | Портрет | Роден                                                  | Брак          | Смърт                            |
| -------------------------------------- | ------- | ------------------------------------------------------ | ------------- | -------------------------------- |
| Магнус I (Magnus den Gode) 1042 – 1047 |         | ок. 1024 г. Норвегия незаконен син на Олаф II Норвежки | не се е женил | 25 октомври 1047 г. на 23 години |

### Дом Естридсон(1047 – 1375)
| Име                                                            | Портрет | Роден                                                                           | Женен                                                                                    | Смърт                                         |
| -------------------------------------------------------------- | ------- | ------------------------------------------------------------------------------- | ---------------------------------------------------------------------------------------- | --------------------------------------------- |
| Свен II (Svend Estridsen) 1047 – 1076                          |         | ок. 1019 г. Англия син на Улф Торгилсон и Естрид Свендсдатер (дъщеря на Свен I) | (1) Гида Шведска, ок. 1048 г. (2) Гунхилда Свенсдотир, ок. 1050 г.                       | 28 април 1076 г. на 57 – 58 години            |
| Харалд III (Harald Hén) 1076 – 1080                            |         | ок. 1040 г. незаконен син на Свен II                                            | Маргарита Хасбьорнсдотер                                                                 | 17 април 1080 г. 40 години                    |
| Кнут IV Свети (Knud den Hellige) 1080 – 1086                   |         | ок. 1042 г. незаконен син на Свен II                                            | Адела Фландърска, ок. 1080 г. 3 деца                                                     | 10 юли 1086 г. на 43 – 44 години              |
| Олаф I (Oluf Hunger) 1086 – 1095                               |         | ок. 1050 г. незаконен син на Свен II                                            | Ингегерд Норвежка ок. 1070 г. 1 дъщеря                                                   | 18 август 1095 г. на 44 – 45 години           |
| Ерик I (Erik Ejegod) 1095 – 1103                               |         | ок. 1060 г. незаконен син на Свен II                                            | Бодил Турготсдатер преди 1086 г. 1 син                                                   | 10 юли 1103 г. Пафос, Кипър на 42 – 43 години |
| Нилс 1104 – 1134                                               |         | ок. 1065 г. незаконен син на Свен II                                            | (1) Маргарет Фредкула, ок. 1105 г. 2 сина (2) Улвилд Хаконсдотер, ок. 1130 г. без деца   | 25 юни 1134 г. Шлезвиг на 68 – 69 години      |
| Ерик II (Erik Emune) 1134 – 1137                               |         | ок. 1090 г. незаконен син на Ерик I                                             | Малмфрида Киевска ок. 1130 г. без деца                                                   | 18 юли 1137 г. на 46 – 47 години              |
| Ерик III (Erik Lam) 1137 – 1146 (абдикира)                     |         | ок. 1120 г. син на Хокон Сунивасон и Рагнхилд Датска (дъщеря на Ерик I)         | Луитгард фон Щаде ок. 1144 г. без деца                                                   | 27 август 1146 г. Одензе на 25 – 26 години    |
| Свен III (Svend Grathe) 1146 – 1157                            |         | ок. 1125 г. син на Ерик II                                                      | Адела от Майсен ок. 1152 г. 2 деца                                                       | 23 октомври 1157 г. на 31 – 32 години         |
| Кнут V (Knud 5.) 1146 – 1157                                   |         | ок. 1129 г. най-голям син на Магнус I Силни (син на Нилс) и Рихеза Полска       | Хелена Шведска ок. 1156 г. без деца                                                      | 9 август 1157 г. на 27 – 28 години            |
| Валдемар I Велики (Valdemar den Store) 1154 – 1182             |         | 14 януари 1131 г. единствен син на Кнуд Лавард и Ингеборг от Киев               | София Датска ок. 1157 г. 8 деца                                                          | 12 май 1182 г. на 51 години                   |
| Кнут VI (Knud 6.) 1170 – 1202                                  |         | ок. 1163 г. най-голям син на Валдемар I Велики и София                          | Гертруда февруари 1177 г. без деца                                                       | 12 ноември 1202 г. на 38 – 39 години          |
| Валдемар II Победителя (Valdemar Sejr) 1202 – 1241             |         | 9 май/28 юни 1170 г. втори син Валдемар I Велики и София                        | (1) Дагмар Датска ок. 1205 г. 1 синн (2) Беренгария Португалска 18/24 май 1214 г. 4 деца | 28 март 1241 г. на 70 години                  |
| Валдемар Млади (Valdemar den Unge) 1215 – 1231                 |         | ок. 1209 г. единствен син на Валдемар II Победителя и Дагмар Датска             | Елеонора Португалска 24 юни 1229 г. 1 дете                                               | 28 ноември 1231 г. на 21 – 22 години          |
| Ерик IV (Erik Plovpenning) 1232 – 1250                         |         | ок. 1216 г. най-голям син на Валдемар II Победителя и Беренгария Португалска    | Юта Саксонска 17 ноември 1239 г. 6 деца                                                  | 9 август 1250 г. на 33 – 34 години            |
| Абел 1 ноември 1250 – 1252                                     |         | ок. 1218 г. втори син на Валдемар II Победителя и Беренгария Португалска        | Метхилда Холщайн 25 април 1237 г. 4 деца                                                 | 29 юни 1252 г. на 33 – 34 години              |
| Кристоф I (Christoffer 1.) 25 декември 1252 – 1259             |         | ок. 1219 г. трети син на Валдемар II Победителя и Беренгария Португалска        | Маргарита Померанска ок. 1248 г. 5 деца                                                  | 29 май 1259 г. на 39 – 40 години              |
| Ерик V (Erik Klipping) 1259 – 1286                             |         | ок. 1249 г. най-голям син на Кристоф I и Маргарита Померанска                   | Агнес Бранденбургска 11 ноември 1273 г. 7 деца                                           | 22 ноември 1286 г. на 36 – 37 години          |
| Ерик VI (Erik Menved) 1286 – 1319                              |         | ок . 1274 г. най-голям син на Ерик V и Агнес Бранденбургска                     | Ингеборг Шведскау юни 1296 г. 15 деца                                                    | 13 ноември 1319 г. на 44 – 45 години          |
| Кристоф II (Christoffer 2.) 25 януари 1320 – 1326 (детрониран) |         | 29 септември 1276 г. втори син на Ерик V и Агнес Бранденбургска                 | Еуфемия Померанска ок. 1300 г. 6 деца                                                    | 2 август 1332 г. на 55 години                 |
| Ерик (Erik Christoffersen) 1321 – 1326 (детрониран)            |         | ок. 1307 г. най-голям син на Кристоф II и Еуфемия Померанска                    | Елизабет фон Холщайн-Рендсбург 1330 г. без деца                                          | ок. 1332 около 25 години                      |
| Валдемар III (Valdemar 3.) 1326 – 1329 (детрониран)            |         | ок. 1314 г. единствен син на Ерих II и Аделхайд фон Шауенбург                   | Рихарда Шверинска 2 сина                                                                 | ок. 1364 г. на 49 – 50 години                 |
| Кристоф II (Christoffer 2.) 1329 – 1332 (втори път)            |         | 29 септември 1276 г. втори син на Ерик V и Агнес Бранденбургска                 | Еуфемия Померанска ок. 1300 г. 6 деца                                                    | 2 август 1332 г. на 55 години                 |
| Ерик (Erik Christoffersen) 1329 – 1331/32                      |         | ок. 1307 г. най-голям син на Кристоф II и Еуфемия Померанска                    | Елизабет фон Холщайн-Рендсбург 1330 г. без деца                                          | ок. 1332 около 25 години                      |
| Междуцарствие (1332 – 1340)                                    |         |                                                                                 |                                                                                          |                                               |
| Валдемар IV (Valdemar Atterdag) 21 юни 1340 – 1375             |         | ок. 1320 г. трети син на Кристоф II и Еуфемия Померанска                        | Хелвиг Шлезвигска ок. 1340 г. 6 деца                                                     | 24 октомври 1375 г. на 54 – 55 години         |

### Фолкунги(1376 – 1387)
| Име                                 | Портрет | Роден                                                           | Брак          | Смърт                         |
| ----------------------------------- | ------- | --------------------------------------------------------------- | ------------- | ----------------------------- |
| Олаф II (Oluf 2.) 3 May 1376 – 1387 |         | декември 1370 г. единствен син на Хокон VI и Маргарета I Датска | не се е женил | 3 август 1387 г. на 16 години |

### Дом Естридсон (1387 – 1412)
| Име                                                     | Портрет | Роден                                                 | Брак                           | Смърт                                 |
| ------------------------------------------------------- | ------- | ----------------------------------------------------- | ------------------------------ | ------------------------------------- |
| Маргарета I Датска (Margrete 1.) 1387 – 1412 (de facto) |         | ок. 1353 г. дъщеря на Валдемар IV и Хелвиг Шлезвигска | Хокон VI 9 април 1363 г. 1 син | 28 октомври 1412 г. на 58 – 59 години |

### Дом Померания(1396 – 1439)
| Име                                                           | Портрет | Роден                                                                                 | Брак                                          | Смърт                                        |
| ------------------------------------------------------------- | ------- | ------------------------------------------------------------------------------------- | --------------------------------------------- | -------------------------------------------- |
| Ерик VII (Erik af Pommern) 24 януари 1412 – 1439 (детрониран) |         | ок. 1381/82 Полша) единствен син на Вартислав VII Померански и Мери Макленбург-Шверин | Филипа Английска 26 октомври 1406 г. без деца | 24 септември 1459 г. Полша на 76 – 78 години |

### ДомПфалц-Ноймаркт(1440 – 1448)
| Име                                                                   | Портрет | Роден                                                                          | Брак                                                            | Смърт                           |
| --------------------------------------------------------------------- | ------- | ------------------------------------------------------------------------------ | --------------------------------------------------------------- | ------------------------------- |
| Кристоф III (Christoffer af Bayern) 9 април 1440 – 5/6 януари 1448 г. |         | 26 февруари 1416 г. пети син на Йохан фон Пфалц-Ноймаркт и Катерина Померанска | Доротея Бранденбургска 12 септември 1445 г. Копенхаген без деца | 5/6 януари 1448 г. на 31 години |

### Дом Олденбург(1448 – 1863)
| Име                                                                       | Портрет | Герб | Роден                                                                                             | Брак | Смърт                                     |
| ------------------------------------------------------------------------- | ------- | ---- | ------------------------------------------------------------------------------------------------- | --- | ----------------------------------------- |
| Кристиан I 1 септември 1448 г. 21 май 1481 г.                             |         |      | февруари 1426 г. Олденбург най-голям син на Дитрих фон Олденбург и Хайлвиг фон Холщайн            | Доротея Бранденбургска 28 октомври 1449 г. 5 деца | 21 май 1481 г. на 55 години               |
| Йохан Датски (Hans) 21 май 1481 г. 20 февруари 1513 г.                    |         |      | 2 февруари 1455 г. трети син на Кристиан I и Доротея Бранденбургска                               | Кристина Саксонска 6 септември 1478 г. Копенхаген 5 деца | 20 февруари 1513 г. на 58 години          |
| Кристиан II 22 юли 1513 г. 20 януари 1523 г. (детрониран)                 |         |      | 1 юли 1481 г. втори син на Йохан Датски и Кристина Саксонска                                      | Изабела Хабсбург 12 август 1515 г. Копенхаген 6 деца | 25 януари 1559 г. на 77 години            |
| Фредерик I 13 април 1523 г. 10 април 1533 г.                              |         |      | 7 октомври 1471 г. четвърти син на Кристиан I и Доротея Бранденбургска                            | (1) Анна фон Бранденбург 10 април 1502 г. 2 деца (2) София Померанска 9 октомври 1518 г. 6 деца                                                                                               | 10 април 1533 г. на 61 години             |
| Междуцарствие (1533 – 1534)                                               |         |      |                                                                                                   | |                                           |
| Кристиан III 4 юли 1534 г. 1 януари 1559 г.                               |         |      | 12 август 1503 г. единствен син на Фредерик I и Анна фон Бранденбург                              | Доротея фон Саксония-Лауенбург 29 октомври 1525 г. 5 деца | 1 януари 1559 г. на 55 години             |
| Фредерик II 1 януари 1559 г. 4 април 1588 г.                              |         |      | 1 юли 1534 г. най-голям син на Кристиан III и Доротея фон Саксония-Лауенбург                      | София фон Мекленбург 20 юли 1572 г. Копенхаген 8 деца | 4 април 1588 г. на 53 години              |
| Кристиан IV 4 април 1588 г. 28 февруари 1648 г.                           |         |      | 12 април 1577 г. най-голям син на Фредерик II и София фон Мекленбург                              | (1) Анна Катарина фон Бранденбург 27 November 1597 Haderslevhus Castle seven children (2) Kirsten Munk 31 December 1615 Copenhagen twelve children                                            | 28 February 1648 Rosenborg Castle aged 70 |
| Фредерик III 6 юли 1648 г. 9 февруари 1670 г.                             |         |      | 18 март 1609 г. трети син на Кристиан IV и Анна Катарина фон Бранденбург                          | София Амалия фон Брауншвайг-Каленберг 1 октомври 1643 г. 8 деца | 9 февруари 1670 г. на 60 години           |
| Кристиан V 9 февруари 1670 г. 25 август 1699 г.                           |         |      | 15 април 1646 г. най-голям син на Фредерик III и София Амалия фон Брауншвайг-Каленберг            | Шарлота Амалия фон Хесен-Касел 25 юни 1667 г. 8 деца | 25 август 1699 г. Копенхаген на 53 години |
| Фредерик IV 25 август 1699 г. 12 октомври 1730 г.                         |         |      | 11 октомври 1671 г. Копенхаген най-голям син на Кристиан V и Шарлота Амалия фон Хесен-Касел       | (1) Луиза фон Мекленбург-Гюстров 5 декември 1695 г. Копенхаген 5 деца (2) Елизабет Хелен фон Вирег 6 септември 1703 г. 1 син (3) Анна София фон Ревентлов 4 април 1721 г. Копенхаген три деца | 12 октомври 1730 г. Одензе на 59 години   |
| Кристиан VI 12 октомври 1730 г. 6 август 1746 г.                          |         |      | 30 ноември 1699 г. Копенхаген втори син на Фредерик IV и Луиза фон Мекленбург-Гюстров             | София Магдалена фон Бранденбург-Кулмбах 7 август 1721 г. 3 деца | 6 август 1746 г. на 46 години             |
| Фредерик V 6 август 1746 г. 14 януари 1766 г.                             |         |      | 31 март 1723 г. Копенхаген единствен син на Кристиан VI и София Магдалена фон Бранденбург-Кулмбах | (1) Луиза Британска 11 декември 1743 г. 5 деца (2) Юлиана фон Брауншвайг-Волфенбютел 8 юли 1752 г. 1 син                                                                                      | 14 януари 1766 г. на 42 години            |
| Кристиан VII 14 януари 1766 г. 13 март 1808 г.                            |         |      | 29 януари 1749 г. втори син на Фредерик V и Луиза Британска                                       | Каролина Матилда Великобританска 8 ноември 1766 г. 2 деца | 13 март 1808 г. на 59 години              |
| Фредерик VI 13 март 1808 г. 3 декември 1839 г.                            |         |      | 28 януари 1768 г. единствен син на Кристиан VII и Каролина Матилда Великобританска                | Мария фон Хесен-Касел 31 юли 1790 г. 8 деца | 3 декември 1839 г. на 71 години           |
| Кристиан VIII Christian Frederick 3 декември 1839 г. 20 януари 1848 г.    |         |      | 18 септември 1786 г. най-голям син на Фредерик Датски и София Фредерика фон Мекленбург            | (1) Шарлота Фридерика фон Мекленбург-Шверин 21 юни 1806 г. 2 сина (2) Каролина Амалия фон Холщайн-Зондербург-Августенбург 22 май 1815 г. без деца                                             | 20 януари 1848 г. на 61 години            |
| Фредерик VII Frederik Carl Christian 20 януари 1848 г. 15 ноемяри 1863 г. |         |      | 6 октомври 1808 г. втори син на Кристиан VIII и Шарлота Фридерика фон Мекленбург-Шверин           | (1) Вилхелмина Датска 1 ноември 1828 г. без деца (2) Каролина фон Мекленбург 10 юни 1841 г. без деца (3) Луиза Расмусен 7 август 1850 г. без деца                                             | 15 ноември 1863 г. на 55 години           |

### ДомШлезвиг-Холщайн-Зондербург-Глюксбург(от 1863)
| Име                                                                                                 | Портрет | Герб | Роден | Брак                                                      | Смърт                               |       |
| --------------------------------------------------------------------------------------------------- | ------- | ---- | --- | --------------------------------------------------------- | ----------------------------------- | ----- |
| Кристиан IX 15 ноември 1863 г. 29 януари 1906 г.                                                    |         |      | 8 април 1818 г. четвърти син на Фридрих Вилхелм (Шлезвиг-Холщайн-Зондербург-Глюксбург) и Луиза Каролина фон Хесен-Касел Правнук на Фредерик V и потомък по мъжка линия на Кристиан III | Луиза фон Хесен-Касел 26 май 1842 г. 6 деца               | 29 януари 1906 г. на 87 години      | [ 2 ] |
| Фредерик VIII Christian Frederik Vilhelm Carl 29 януари 1906 г. 14 май 1912 г.                      |         |      | 3 юни 1843 г. най-голям син на Кристиан IX и Луиза фон Хесен-Касел | Ловиса Шведска 28 юли 1869 г. Стокхолм 8 деца             | 14 май 1912 г. Хамбург на 68 години | [ 3 ] |
| Кристиан X Christian Carl Frederik Albert Alexander Vilhelm 14 май 1912 г. 20 април 1947 г.         |         |      | 26 септември 1870 г. най-голям син на Фредерик VIII и Ловиса Шведска | Александрин фон Мекленбург-Шверин 26 април 1898 г. 2 сина | 20 април 1947 г. на 76 години       | [ 4 ] |
| Фредерик IX Christian Frederik Franz Michael Carl Valdemar Georg 20 април 1947 г. 14 януари 1972 г. |         |      | 11 март 1899 г. най-голям син на Кристиан X и Александрин фон Мекленбург-Шверин | Ингрид Шведска 24 май 1935 г. Стокхолм 3 дъщери           | 14 януари 1972 г. на 72 години      | [ 5 ] |
| Маргрете II Margrethe Alexandrine Þórhildur Ingrid 14 януари 1972 г. 14 януари 2024 г.              |         |      | 16 април 1940 г. най-голяма дъщеря на Фредерик IX и Ингрид Шведска | Анри Датски 10 юни 1967 г. Копенхаген 2 сина              |                                     |       |
| Фредерик X Frederik André Henrik Christian 14 януари 2024 г. понастоящем                            |         |      | 26 май 1968 г. най-голям син на Маргрете II и Анри дьо Лаборд дьо Монпеза | Мери-Елизабет Доналдсън 4 деца                            |                                     | [ 6 ] |